# ناویدورف بای پاسایل
ناویدورف بای پاسایل (به آلمانی: Neudorf bei Passail) یک منطقهٔ مسکونی در اتریش است که در وایتس واقع شده‌است. ناویدورف بای پاسایل ۱۲٫۷۱ کیلومتر مربع مساحت دارد ۷۱۰ متر بالاتر از سطح دریا واقع شده‌است.